# Сандра Клезель
Сандра Клезель (нім. Sandra Klösel; нар. 22 червня 1979) — колишня німецька тенісистка.
Найвищу одиночну позицію світового рейтингу — 87 місце досягла 19 березня 2007, парну — 128 місце — 1 жовтня 2007 року.
Здобула 9 одиночних та 6 парних титулів.
Найвищим досягненням на турнірах Великого шолома було 3 коло в одиночному розряді.
Завершила кар'єру 2009 року.

## Фінали ITF
| Легенда          |
| ---------------- |
| турніри $100,000 |
| турніри $75,000  |
| турніри $50,000  |
| турніри $25,000  |
| турніри $10,000  |

### Одиночний розряд: 20 (8–12)
| Результат | Ранг | Дата              | Турнір                  | Покриття   | Суперниця            | Рахунок          |
| --------- | ---- | ----------------- | ----------------------- | ---------- | -------------------- | ---------------- |
| Поразка   | 1.   | 22 травня 1995    | ITF Рацебург, Німеччина | Ґрунт      | Клаудія Тімм         | 6–7(7), 6–7(7)   |
| Перемога  | 1.   | 7 липня 1996      | ITF Штутгарт, Німеччина | Ґрунт      | Софія Празеріс       | 2–6, 7–6, 6–3    |
| Поразка   | 2.   | 14 липня 1995     | ITF Пухгайм, Німеччина  | Ґрунт      | Деніса Хладкова      | 3–6, 7–5, 6–7    |
| Поразка   | 3.   | 29 липня 1996     | ITF Росток, Німеччина   | Ґрунт      | Ленка Немечкова      | 2–6, 6–7         |
| Поразка   | 4.   | 6 липня 1997      | ITF Штутгарт, Німеччина | Ґрунт      | Ана Алькасар         | 3–6, 4–6         |
| Перемога  | 2.   | 10 серпня 1997    | ITF Карфаген, Туніс     | Ґрунт      | Мая Живеч-Шкуль      | 3–6, 7–5, 6–0    |
| Поразка   | 5.   | 28 вересня 1997   | ITF Бухарест, Румунія   | Ґрунт      | Аманда Гопманс       | 6–4, 2–6, 5–7    |
| Поразка   | 6.   | 5 липня 1998      | ITF Штутгарт, Німеччина | Ґрунт      | Людмила Черванова    | 2–6, 5–7         |
| Перемога  | 3.   | 15 липня 2001     | Гечо, Іспанія           | Ґрунт      | Марія Фернанда Алвеш | 6–3, 6–2         |
| Перемога  | 4.   | 3 лютого 2002     | Бельфор, Франція        | Тверде (i) | Олівія Санчес        | 6–4, 6–4         |
| Перемога  | 5.   | 24 березня 2002   | Шоле, Франція           | Ґрунт (i)  | Патті ван Аккер      | 6–7(2), 6–4, 6–4 |
| Перемога  | 6.   | 2 квітня 2002     | Таранто, Італія         | Ґрунт      | Віраг Немет          | 6–4, 1–6, 6–4    |
| Перемога  | 7.   | 14 липня 2002     | Дармштадт, Німеччина    | Ґрунт      | Зузана Кучова        | 6–4, 7–6(3)      |
| Перемога  | 8.   | 11 серпня 2002    | Гехінген, Німеччина     | Ґрунт      | Наталія Гуссоні      | 6–3, 6–0         |
| Поразка   | 7.   | 21 листопада 2004 | Пругониці, Чехія        | Тверде (i) | Міхаела Паштікова    | 3–6, 2–6         |
| Поразка   | 8.   | 6 лютого 2005     | Ортізеї, Італія         | Килим (i)  | Міхаелла Крайчек     | 3–6, 3–6         |
| Поразка   | 9.   | 10 вересня 2006   | Местре, Італія          | Ґрунт      | Саня Анчич           | 1–6, 2–6         |
| Поразка   | 10.  | 17 вересня 2006   | Бордо, Франція          | Ґрунт      | Мартіна Мюллер       | 3–6, 2–6         |
| Поразка   | 11.  | 27 січня 2008     | Вайколоа, США           | Тверде     | Фудзівара Ріка       | 6–3, 3–6, 2–6    |
| Поразка   | 12.  | 3 лютого 2008     | ITF Ла-Квінта, США      | Тверде     | Сесил Каратанчева    | 4–6, 5–7         |

### Парний розряд: 12 (6–6)
| Результат | No | Дата             | Турнір                   | Покриття   | Партнерка            | Суперниці                                      | Рахунок       |
| --------- | -- | ---------------- | ------------------------ | ---------- | -------------------- | ---------------------------------------------- | ------------- |
| Поразка   | 1. | 16 жовтня 1995   | ITF Фленсбург, Німеччина | Килим (i)  | Амелі Моресмо        | Іветте Бастінг Олена Татаркова                 | 4–6, 6–2, 2–6 |
| Перемога  | 1. | 20 вересня 1997  | Софія, Болгарія          | Ґрунт      | Карін Кшвендт        | Сандра Начук Драгана Зарич                     | 6–4, 6–4      |
| Поразка   | 2. | 18 вересня 1998  | Бордо, Франція           | Ґрунт      | Аманда Гопманс       | Анна Фелденьї Ріта Куті-Кіш                    | 2–6, 3–6      |
| Поразка   | 3. | 3 листопада 2001 | Стокгольм, Швеція        | Тверде (i) | Клаудія Кулеска      | Зузі Бенш Забріна Йольк                        | 3–6, 4–6      |
| Поразка   | 4. | 16 червня 2002   | Марсель, Франція         | Ґрунт      | Ванесса Генке        | Лурдес Домінгес Ліно Кончіта Мартінес Гранадос | 5–7, 6–4, 0–6 |
| Перемога  | 2. | 18 вересня 2004  | Ешленд, США              | Тверде     | Марія Емілія Салерні | Корі Енн Авантс Крістен Шлукебір               | 6–3, 6–3      |
| Перемога  | 3. | 26 лютого 2005   | Saint Paul, США          | Тверде (i) | Юлія Бейгельзимер    | Мелані Маруа Сара Ріск                         | 6–2, 6–1      |
| Поразка   | 5. | 10 квітня 2005   | Дінан, Франція           | Ґрунт (i)  | Юлія Бейгельзимер    | Міхаелла Крайчек Агнеш Савай                   | 5–7, 5–7      |
| Перемога  | 4. | 1 травня 2005    | Кань-сюр-Мер, Франція    | Ґрунт      | Юлія Бейгельзимер    | Каролін Денін Андрея Ехрітт-Ванк               | 6–3, 3–6, 6–1 |
| Перемога  | 5. | 24 липня 2005    | Петанж, Люксембург       | Ґрунт      | Юлія Бейгельзимер    | Клер Каррен Кім Кілсдонк                       | 6–4, 6–0      |
| Перемога  | 6. | 10 вересня 2007  | ITF Бордо, Франція       | Ґрунт      | Тімеа Бачинскі       | Аліса Клейбанова Наталі В'єрін                 | 7–6(2), 6–4   |
| Поразка   | 6. | 29 вересня 2007  | ITF Ешленд, США          | Тверде     | Марет Ані            | Марія Фернанда Алвеш Ева Грдінова              | 6–7(5), 2–6   |